# Née quelque part
Née quelque part est une bande dessinée de la Franco-Néerlandaise Johanna publiée en 2004 par Delcourt.

## Thème
Cet album met en scène une jeune femme européenne, Nadja qui entreprend un voyage à Taïwan où elle est a passé ses premières années avec ses parents expatriés, afin de mieux comprendre son histoire familiale,.
Née quelque part s'inspire de la vie de l'autrice, Johanna Schipper, qui a vécu à Taïwan de sa naissance à l'année de ses sept ans et a voulu, une fois devenue adulte, comprendre ce que ses parents y avaient fait, et pourquoi ils renâclaient à revenir sur cette période de leur vie.

## Publications
- Née quelque part, Delcourt, coll. « Mirages », 2004  (ISBN 2-84789-043-2).
  - Nacida en cualquier parte[6], Glénat España, 2007  (ISBN 978-8-48357-158-3).